# Joaquín Montero
Joaquín Montero, compositor y organista español nacido probablemente en Sevilla (1740? – ca. 1815).

## Biografía
Durante la segunda mitad del siglo XVIII debió tocar en la iglesia parroquial de San Pedro el Real de Sevilla. Desde 1760 está en contacto con la Real Sociedad Bascongada de Amigos del País y colabora en el programa de su Academia de Música. Desde 1780 fue organista suplente de la catedral de Sevilla. Falleció hacia 1815.

## Obra
- Diez minuetos
- Seis sonatas para clave y fuerte piano
- Compendio armónico (Madrid, 1790):
  - Canto llano
  - Canto figurado
  - Contrapunto
  - Composición
- Tratado teórico-práctico sobre el contrapunto (¿Sevilla?, Imprenta Real y Mayor, 1815)

## Discografía
- Complete piano works. Pedro Piquero, piano (2016, NIBIUS 115)
- En 2016 se estrenó el documental Silente, del director español Rubén García, sobre la vida y obra del compositor.[1][2]